# Podejźrzon marunowy
Podejźrzon marunowy (Botrychium matricariifolium (Döll) A. Braun ex W.D.J. Koch) – gatunek rośliny z rodziny nasięźrzałowatych.

## Rozmieszczenie geograficzne
Występuje wyłącznie na półkuli północnej, głównie w jej północnych regionach; we wschodniej części Ameryki Północnej, w Europie Północnej i Środkowej. W Europie występuje poza tym także na pojedynczych stanowiskach w Górach Dynarskich i na Korsyce. W Polsce jest rzadki. W XIX w. i na początku XX w. podawany był z obszaru obecnych ziem polskich z ponad 200 stanowisk, ale współcześnie jest znacznie rzadszy. W latach 1983–2008 potwierdzono występowanie tego gatunku zaledwie na 9 stanowiskach w północno-wschodnich i południowo-zachodnich regionach kraju (m.in. w Kotlinie Biebrzańskiej, koło Poznania i w Puszczy Białowieskiej). W polskiej części Karpat znany był z 25 stanowisk, żadne z nich nie zostało współcześnie potwierdzone.

## Morfologia
PokrójDrobna roślina do 25 cm wysokości. Pod ziemią krótkie kłącze.
LiścieZłożone z części płonnej oraz zarodnionośnej; część płonna pierzasta lub podwójnie pierzasta, owalna lub trójkątna, tępa, oddzielona powyżej połowy długości całego liścia. Część zarodnionośna podwójnie lub potrójnie pierzasta. Wspólna dla części płonnej i płodnej część pędu ma długość do 12 cm. Zarodnie żółte lub brązowe.

## Biologia i ekologia
Bylina, geofit. Zarodnie dojrzewają od czerwca do sierpnia. Podziemne, bezzieleniowe, bulwkowate przedrośle współżyje z grzybami (mykoryza). Gatunek występuje najczęściej w bliźniczyskach, murawach i na polanach leśnych. Liczba chromosomów 2n=180.

## Zagrożenia i ochrona
Roślina objęta w Polsce ścisłą ochroną gatunkową od 2001 roku. Chroniona jest także Konwencją Berneńską. Kategorie zagrożenia gatunku:
- Kategoria zagrożenia w Polsce według Czerwonej listy roślin i grzybów Polski (2006)[7]: E (wymierający, krytycznie zagrożony); 2016: CR (krytycznie zagrożony)[8].
- Kategoria zagrożenia w Polsce według Polskiej Czerwonej Księgi Roślin: CR (critical, krytycznie zagrożony)[9].

Ponieważ podejźrzon marunowy nie wytrzymuje konkurencji z innymi roślinami, dla zachowania gatunku konieczna jest ochrona czynna jego siedlisk: usuwanie zagłuszających go roślin.